# Dušan Maravić
Dušan Maravić (né le 7 mars 1939 à Injoux-Génissiat en France et mort le 6 janvier 2025) est un footballeur franco-serbe, milieu de terrain de l'Étoile rouge de Belgrade et de l'équipe de Yougoslavie dans les années 1960.

## Biographie
Maravić a marqué trois buts lors de ses sept sélections avec l'équipe de Yougoslavie en 1960. 

## Carrière
- 1956-58 : FK Spartak Subotica  Yougoslavie
- 1958-64 : FK Étoile rouge de Belgrade  Yougoslavie
- 1964-66 : RC Paris  France
- 1966-67 : Entente Fontainebleau Bagneux-Nemours  France
- 1967: AS Béziers  France
- 1969-73 : Deportivo Italia  Venezuela

## Palmarès

### En équipe nationale
- 7 sélections et 3 buts avec l'équipe de Yougoslavie en 1960.
- Vainqueur du Tournoi olympique de football en 1960.

### Avec l'Étoile rouge de Belgrade
- Vainqueur du Championnat de Yougoslavie de football en 1959, 1960 et 1964.
- Vainqueur de la Coupe de Yougoslavie de football en 1959 et 1964.

### Avec le Deportivo Italia
- Vainqueur du Championnat du Venezuela de football en 1972.
- Vainqueur de la Coupe du Venezuela de football en 1970.